# Madona z Vyššího Brodu
Madona z Vyššího Brodu neboli Vyšebrodská madona je deskový obraz v gotickém stylu, který patří mezi skvosty českého gotického malířství.

## Historie obrazu
Obraz byl namalován na objednávku tehdejšího opata cisterciáckého kláštera ve Vyšším Brodě, někdy kolem roku 1420. Zobrazuje patronku klášterního kostela - Matku Boží s malým Ježíšem. Jeho autorem je neznámý český mistr první poloviny 15. století.
Tradičně je umístěn na oltáři v postranní kapli kostela Nanebevzetí Panny Marie ve Vyšším Brodě. Během druhé světové války byl přemístěn do sbírek nynější Národní galerie v Praze, odkud byl po církevních restitucích navrácen zpět do kláštera ve Vyšším Brodě, kde je dnes vidět v expozici kláštera. V kapli kostela je nahrazen kopií od Bohuslava Slánského.

## Popis díla
Takzvaná Madona vyšebrodská je temperová malba na bukovém dřevě, po obou stranách potažená plátnem, o rozměrech 99 x 75 cm. Na původním malovaném rámu jsou na levé liště shora dolů: svatá Apolónie, Markéta, Šimon a na pravé liště shora dolů: svatá Kateřina, Barbora a klečící cisterciák s nápisovou páskou: ora. pnobis. s. dei, na horní liště tři postavy andělů s nápisovými páskami: regina. celiletar - quiaquem. meruisti - resurexit. sicut. xt, na dolní liště sedm světeckých postav: svatý Václav, Jiří, Voršila, Dorota, Prokop, Jan Křtitel a Jiljí.